# Camponotus novaehollandiae
Camponotus novaehollandiae é uma espécie de inseto do gênero Camponotus, pertencente à família Formicidae.